# La dormiente di Napoli
La dormiente di Napoli (La Dormeuse de Naples), in origine noto con il titolo italiano Donna nuda che dorme, era un dipinto a olio su tela dell'artista francese Jean-Auguste-Dominique Ingres, realizzato nel 1809. Di questo quadro si persero le tracce nel 1815 e da allora è considerato un dipinto perduto. 

## Storia

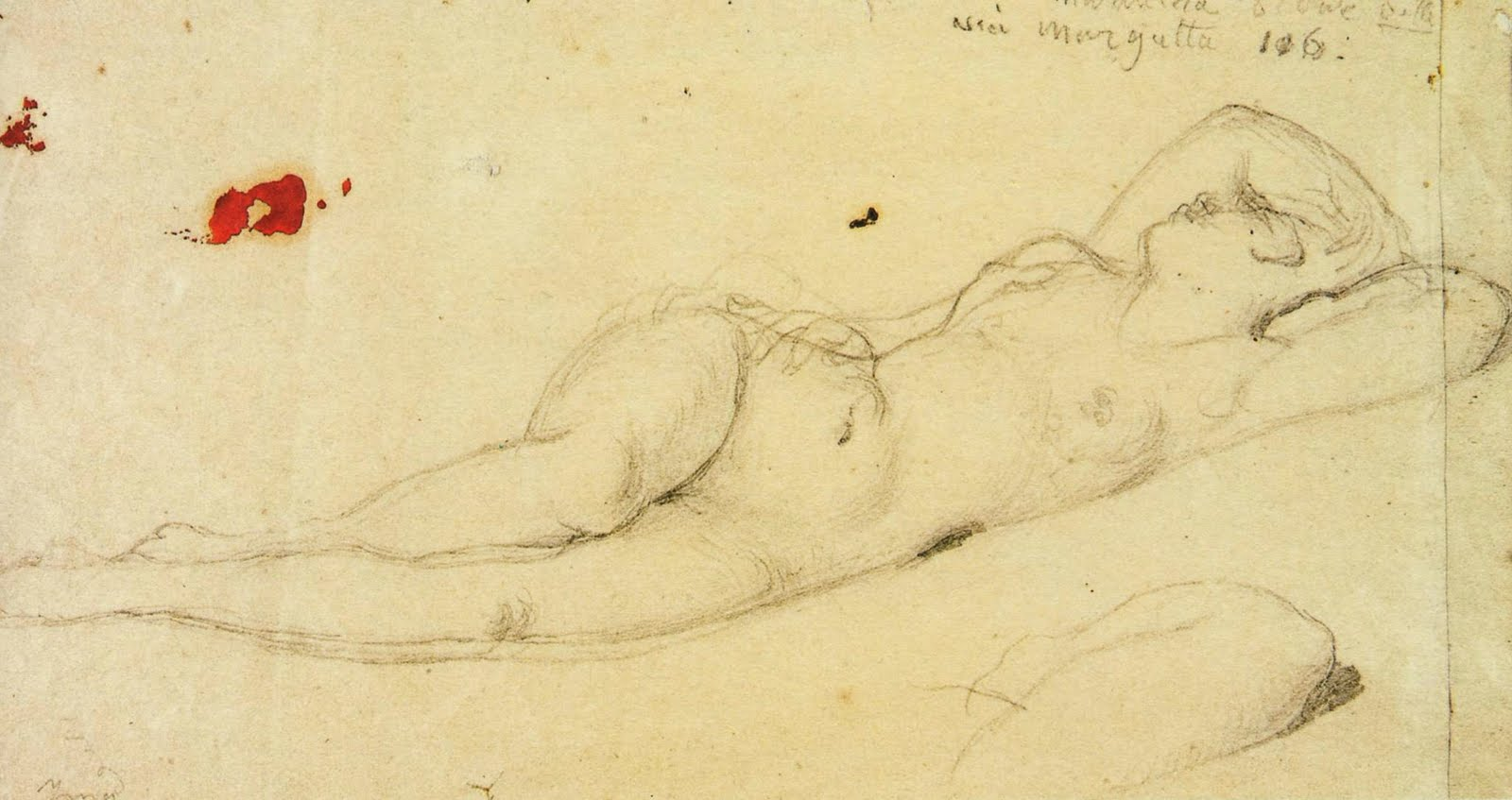
Uno studio del dipinto risalente al 1808, oggi conservato al museo Ingres di Montauban

L'idea di realizzare questo dipinto nacque nel 1807, durante il soggiorno di Ingres a Roma. Il quadro, originariamente chiamato Donna nuda che dorme, venne completato il 28 ottobre 1809 e venne esposto ai musei Capitolini. In quello stesso anno il dipinto venne acquistato da Gioacchino Murat, il Re di Napoli, per 50 luigi e venne trasferito nel suo palazzo reale.
Nell 1814, la moglie di Murat, la regina consorte Carolina Bonaparte, commissionò a Ingres un dipinto che facesse da pendant alla Dormiente di Napoli e che avesse le stesse dimensioni: così Ingres dipinse la Grande odalisca. La dormiente di Napoli scomparve nel 1815, quando il palazzo Reale di Napoli venne saccheggiato in seguito all'arresto di Murat. Oggi il dipinto è noto solo attraverso i disegni preparatori, un disegno realizzato a memoria da Ingres e una fotografia raffigurante uno studio per l'opera. Nel 1832 Ingres chiese a Carolina Bonaparte (attraverso un corriere) se avesse con sé il dipinto, nel tentativo di localizzarlo ed esibirlo al Salon parigino del 1833, ma senza successo. Da allora sono nate varie teorie sull'attuale ubicazione dell'opera, a tal punto da ispirare il romanzo L'odalisca perduta (in francese: La Dormeuse de Naples) dello scrittore francese Adrien Goetz, pubblicato nel 2004.

## Descrizione

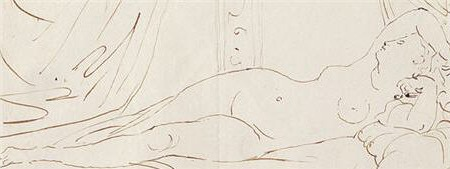
Lo schizzo eseguito a memoria da Ingres nel 1832

Nella sua lettera a Carolina Murat del 1832, oggi conservata alla biblioteca nazionale di Francia, Ingres descrisse il dipinto e ne realizzò uno schizzo a memoria. Secondo la descrizione dello stesso Ingres il dipinto mostrava una donna nuda a grandezza naturale distesa su un divano-letto, accanto a delle tende cremisi, con la testa appoggiata sul braccio sinistro, che a sua volta poggiava su un cuscino, e il braccio destro dietro la testa. La posa della donna verrà ripresa in altri due dipinti dello stesso artista: Odalisca con schiava (del 1839) e Giove e Antiope (del 1851).

## Fonti d'ispirazione

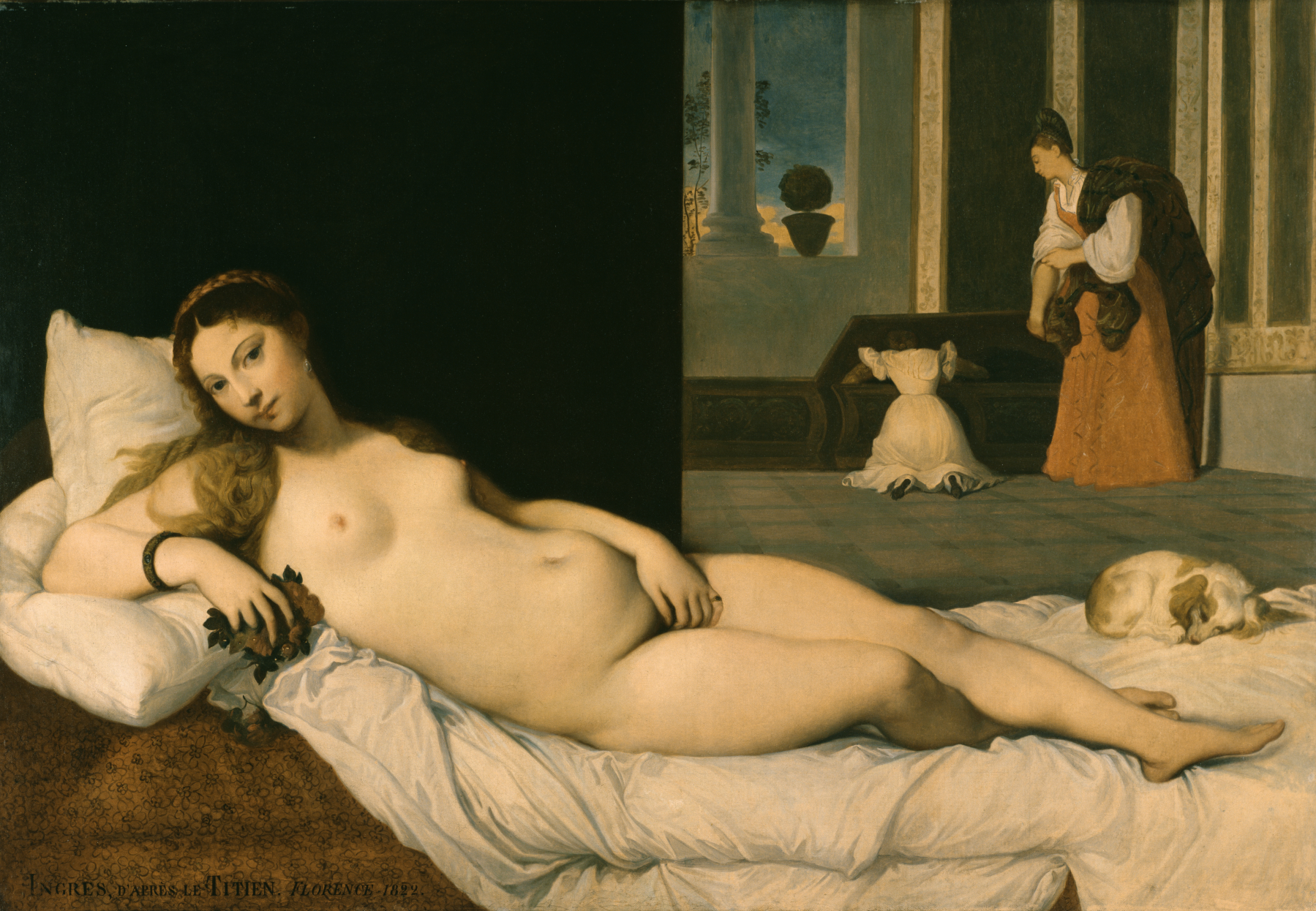
Una copia della Venere di Urbino realizzata da Ingres nel 1822

Come per altri dipinti del periodo neoclassico dell'artista, per realizzare la Dormiente di Napoli Jean-Auguste-Dominique Ingres si ispirò all'arte classica e rinascimentale: come per molti nudi sdraiati dell'arte rinascimentale, Ingres potrebbe essersi ispirato all'Arianna dormiente, una copia romana di una statua di epoca ellenistica; altre fonti di ispirazione potrebbero essere la Venere dormiente di Giorgione, opera da lui nota grazie alle incisioni, e la Venere di Urbino di Tiziano, un dipinto che Ingres studiò alla galleria degli Uffizi e del quale avrebbe realizzato una copia nel 1822.